# Harus!
Harus! (manchmal auch Haarus! oder HARUS!) ist ein dialektaler Schweizer Herausforderungsruf, der seit 1844 belegt ist und möglicherweise aus dem Mittelalter stammt. Er wurde von der Frontenbewegung in der Schweiz zur Zeit von Faschismus und Nationalsozialismus in den 1930er-Jahren vereinnahmt und als Führergruss gebraucht.

## Herkunft
Nach dem Schweizerischen Idiotikon bedeutet der Ruf «Haar aus(-raufen)» und ist ein Herausforderungsruf besonders der nachtschwärmenden Burschen verschiedener Ortschaften gegeneinander zu einer Rauferei oder einem Kampf.
Im Jahr 1914 gab der Heimatdichter Meinrad Lienert in seiner Erzählung der Schlacht am Morgarten den Ruf «Haruus, haruss!» als «Schwyzer Schlachtruf» an.

## Frontenbewegung
Die Frontenbewegung leitete den Gruss vom eidgenössischen Schlachtruf ab. «Haarus» oder «Harus» wurde dabei in den 1930er-Jahren bei den Anhängern der Frontenbewegung in der Schweiz als Ausruf zum Hitlergruss verwendet, was Gewaltbereitschaft signalisieren sollte. Der Schlachtruf «Harus» kommt, soweit bekannt, in mittelalterlichen Quellen nicht vor. Es ist möglich, dass Lienert ihn erst populär machte. 
«[…] Das frontist. Imponiergehabe äusserte sich in Massenaufmärschen mit Fahnen-, Uniform- und Waffenkult, in Demonstrationen unter freiem Himmel oder in geschlossenen Räumen, wo – der rechte Arm zum Führergruss erhoben – ‹Harus!› gebrüllt, Kampflieder gesungen, Brandreden gehalten, Feindbilder gezüchtet und ultimative Drohungen ausgestossen wurden. […]»

## Verwendung nach 1945
Um 1965 wurde der fiktive Schlachtruf der Schwyzer als authentischer Originalton aus dem Mittelalter inszeniert. Die Geschichtstexte, -lieder und -bilder, mit denen man um jenes Jahr den Kindern und Schülern die Geschichte der Schlacht am Morgarten vermittelte, stammten aus den 1930er-Jahren, nicht aus mittelalterlichen Urkunden. Die Firma Maggi war für die Kochstellen und den Morgartenbrei beim Jubiläumsfest von 1965 verantwortlich und der Refrain des dort präsentierten Liedes begann mit «Harus».
Die Zeitschrift der im Jahr 2000 gegründeten und 2022 aufgelösten Partei National Orientierter Schweizer (PNOS), einer rechtsextremen nationalistischen Schweizer Partei, trug den Titel «Harus!».